# 萊利汽車公司

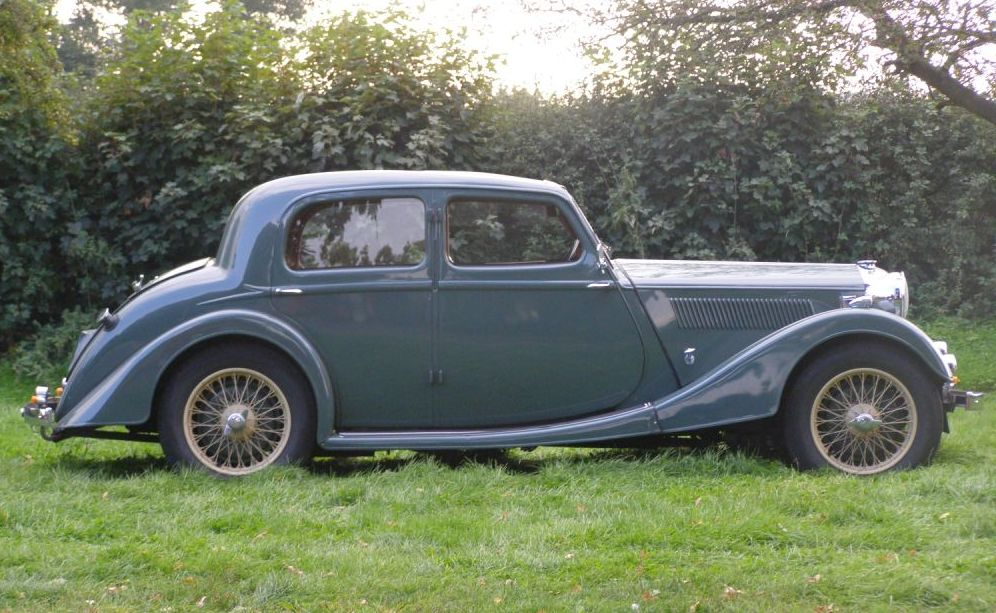
一輛1937年的萊利汽車

萊利汽車公司（Riley）是英國一家已不存在的汽車和自行車生產公司，創建於1890年。1938年，萊利汽車公司被併入納菲爾德組織。1968年又被併入利蘭汽車公司。1969年，英國利蘭宣布將停產萊利品牌的汽車。現在萊利這一品牌由BMW所有。